# Гі Ван Сам
Гі Ван Сам (фр. Guy Van Sam, 20 грудня 1935, Бейрут — 8 лютого 2024, Тулон) — французький футболіст, що грав на позиції півзахисника, зокрема за клуби «Монпельє» та «Расінг» (Париж), а також за національну збірну Франції.

## Клубна кар'єра
У дорослому футболі дебютував 1958 року виступами за команду «Монпельє», в якій провів два сезони, взявши участь у 72 матчах чемпіонату.  Більшість часу, проведеного у складі «Монпельє», був основним гравцем команди та одним із її головних бомбардирів, маючи середню результативність на рівні 0,62 гола за гру першості.
Своєю грою за цю команду привернув увагу представників тренерського штабу «Расінга» (Париж), до складу якого приєднався 1960 року. Відіграв за команду з Парижа наступні п'ять сезонів своєї ігрової кар'єри. Граючи у складі паризького «Расінга» також здебільшого виходив на поле в основному складі команди і був серед її найкращих голеодорів, відзначаючись забитим голом в середньому у кожній другій грі чемпіонату.
Завершував ігрову кар'єру в «Тулоні», за який виступав протягом 1965—1968 років.

## Виступи за збірну
1961 року дебютував в офіційних матчах у складі національної збірної Франції. Загалом того року провів у її формі 3 матчі.
Помер 8 лютого 2024 року на 89-му році життя у місті Тулон.
| Дата       | Місто    | Господарі | Результат | Гості   | Турнір            | Голи | Примітки |
| ---------- | -------- | --------- | --------- | ------- | ----------------- | ---- | -------- |
| 18-10-1961 | Брюссель | Бельгія   | 3 – 0     | Франція | товариський матч  | -    |          |
| 10-12-1961 | Коломб   | Франція   | 1 – 1     | Іспанія | товариський матч  | -    |          |
| 16-12-1961 | Мілан    | Болгарія  | 1 – 0     | Франція | Відбір до ЧС 1962 | -    |          |
| Усього     |          | Матчів    | 3         |         | Голів             | 0    |          |